# Lars Fredrik Nilson
Lars Fredrik Nilson (ur. 27 maja 1840 w Skönberdze, zm. 14 maja 1899 w Sztokholmie) – szwedzki chemik. Studiował chemię na uniwersytecie w Uppsali. Znany z dokonanego w 1879 odkrycia skandu.